# Leucip (fill de Perieres)

El rapte de les filles de Leucip, de Rubens

Segons la mitologia grega, Leucip (en grec antic Λεύκιππος, Leukippos), va ser un rei de Messènia, fill de Perieres i de Gorgòfone, una de les filles de Perseu.
Es casà amb Filòdice, filla d'Ínac, i va ser el pare d'Arsínoe, Febe i Hilaïra. Arsínoe va ser Amant d'Apol·lo, segons una tradició. Febe i Hilaïra són conegudes com les Leucípides i es van casar amb Càstor i Pòl·lux, els Dioscurs.
Leucip va participar en la cacera del Senglar de Calidó.